# Behaskane-Laphizketa
Behaskane-Laphizketa (en francès i oficialment Béhasque-Lapiste), és un municipi de la Baixa Navarra, un dels set territoris del País Basc, al departament dels Pirineus Atlàntics i a la regió de la Nova Aquitània. Limita amb les comunes d'Aiziritze-Gamue-Zohazti i Arberatze-Zilhekoa al nord, Domintxaine-Berroeta a l'est, Donapaleu a l'oest i Larribarre-Sorhapürü al sud. És travessada pel riu Biduze, afluent de l'Adur.

## Demografia
| 1901 | 1962 | 1968 | 1975 | 1982 | 1990 | 1999 |
| --- | ---- | ---- | ---- | ---- | ---- | ---- |
| 289 | 243  | 402  | 485  | 436  | 386  | 415  |
| A partir de 1962, el cens té en compte la població resident definida com a "Population sans doubles comptes" per l'INSEE |      |      |      |      |      |      |

## Administració
| Data d'elecció                               | Identitat     | Qualitat |
| -------------------------------------------- | ------------- | -------- |
| Les dades anteriors a 1995 no són conegudes. |               |          |
| 1995                                         | Marcel Arnaud |          |
| 2001                                         | Marcel Arnaud |          |